# 27975 Мазуркевич
27975 Мазуркевич (27975 Mazurkiewicz) — астероїд головного поясу, відкритий 23 жовтня 1997 року.
Тіссеранів параметр щодо Юпітера — 3,339.
Названо на честь Стефана Мазуркевича, (1888-1945), професора Варшавського університету і засновника сучасної школи польської математики.